# Шаула Андрій Якович
Шаула Андрій Якович (*близько 1730, Носівка — †після 1770) — український державний діяч в добу Гетьманщини, представник найвідомішого роду носівських сотників. Бунчуковий товариш, наказний сотник Носівської сотні. Полковник Київського полку.

## Біографія
Син бунчукового товариша Якова Семеновича Шаули. Дід, прадід та прапрадід служили з 2-ї половини XVII століття сотниками Носівської сотні Київського полку. На цій же посаді був його дядько Карпо Семенович Шаула (1735-1764) і двоюрідний брат Іван Карпович Шаула (1771-1782).
Навчався у Києво-Могилянській академії одночасно зі своїм братом І. Шаулою до 1749.
20 лютого 1749 написав до Генеральної військової канцелярії прохання прийняти його на службу військовим канцеляристом. 12 лютого 1749 до Генеральної військової канцелярії надіслала листа Наталія Розумовська (Наталка Розумиха, мати Олексія Розумовського та Кирила Розумовського) з проханням прийняти братів канцеляристами «без особливої тяганини» й попіклуватися «особливо о содержаніи».
1763 козаки Носівської сотні разом з осавулами й писарем звернулися з листом до полкової канцелярії призначити до них сотником Шаулу, 
|  | …от котрого самого и отца его бунчукового товарища Якова Шаули — насильства и обід нам, через все житіє их в сотенном нашем местечку, не было. А многие и благодияніем их пользовались |

У документах за 1767 значиться наказним сотником носівським, а в 1769-1770 — бунчуковим товаришем, полковником київським. З 16 листопада 1770 року полковник 1-го компанійського полку, за рік корпусу (оперативного 3-х полкового з'єднання). Від 1778-го у відставці.
У середині XVIII століття родина Шаули володіла млинами на річках Остер і Носівка, степом в урочищі Данини, орними землями, дворами в Носівці, винокурнею «о двух котлах», солодовнею та іншою нерухомістю. Срібний та мідний посуд у домі вимірювався пудами, рушниці й шаблі зберігалися в родині від дідів-прадідів.